# Рапопорт, Натан
Натан Яков Рапопорт (7 ноября 1911, Варшава, Польша — 4 июня 1987, Нью-Йорк) — скульптор.

## Биография
Родился в хасидской семье.
В 1931—1936 гг. обучался в Варшавской Академии изящных искусств под руководством Тадеуша Бреера, а после её окончания в Италии и в Высшей Школе Искусств в Париже.
После начала второй мировой войны и нападения нацистов на Польшу, бежал в СССР. С 1939 по 1945 жил и работал в Советском Союзе в Ташкенте, затем в Новосибирске.
После войны в середине 1946 года вернулся в Польшу, а в 1950 — выехал во Францию, затем эмигрировал в Израиль. В 1959 году переселился в США, поселился на Манхэттене и через пять лет получил американское гражданство.
Умер в Нью-Йорке в 1987 году.

## Творчество
Находясь в СССР занимался портретной скульптурой. Затем приступил к созданию монументальной скульптуры.
Первой большой работой Рапопорта, и одной из самых известных, был памятник Героям Варшавского гетто — 11-метровый мемориал, установленный на месте еврейского восстания против нацистов в феврале 1943. Памятник был выполнен из прекрасного лабрадорского гранита, который первоначально предназначался для монумента, прославляющего победы гитлеровских войск.
Впоследствии Рапопорт создал копию этого памятника для Музея Яд ва-Шем в Иерусалиме.

## Избранные работы
- Памятник Героям Варшавского гетто (1948, Польша, Варшава),
- Памятник еврейским бойцам второй мировой войны (1950, Франция, Париж),
- Памятник Мордехаю Анилевичу (1951, Израиль, Кибуц Яд-Мордехай),
- Памятник Шести Миллионам Еврейских Мучеников (1964, США, Пенсильвания, Филадельфия),
- Мемориал Холокоста (1967, США, Массачусетс, Уолтэм, Университет им. Брандайса),
- Мемориал «Огненный свиток» (1971, Израиль, «Лес Мучеников»),
- Памятник Гертруде С. Винтер (1971, США, Нью-Йорк, Олбани, Евр. центр),
- Мемориал Варшавского гетто (1976, Израиль, Яд ва-Шем, Иерусалим),
- Горельеф «Корчак и его дети» (1980, США, Нью-Йорк, Манхэттен),
- Скульптура «Освобождение» (1985, США, Нью-Джерси, Либерти-Стэйт-Парк),
- Скульптура «Иаков и Ангел» (Канада, Торонто),
- Памятник защитникам (Израиль, Кибуц Негба).

## Награды
- Кавалерский Крест ордена Возрождения Польши (1948)
- Национальное Скульптурное Общество США наградило Н. Рапопорта медалью им. Герберта Адамса «За выдающиеся достижения» (1987), менее чем за месяц до его смерти. Прощание со скульптором состоялось в той самой синагоге «Парк Авеню», для которой он создал горельеф «Корчак и его дети».

## Галерея

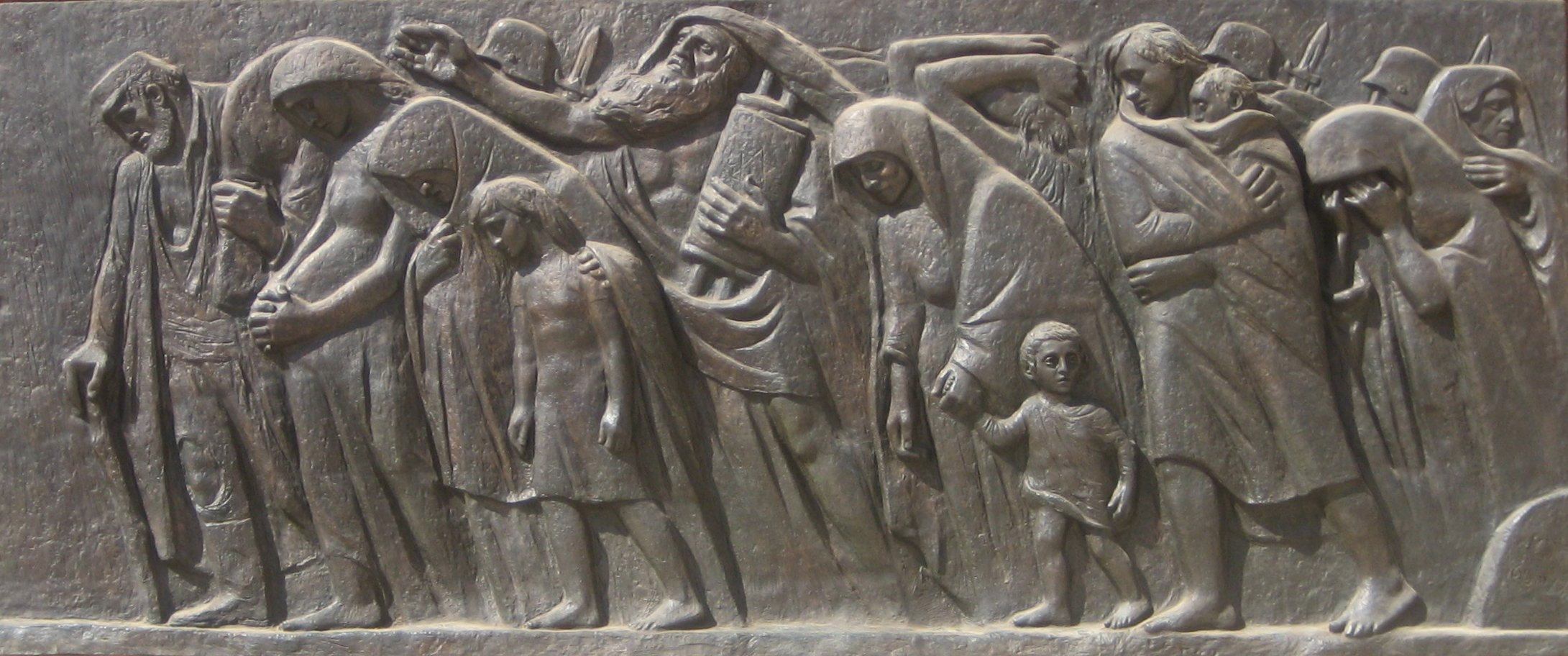
Последний марш, бронза. Яд ва-Шем, Иерусалим
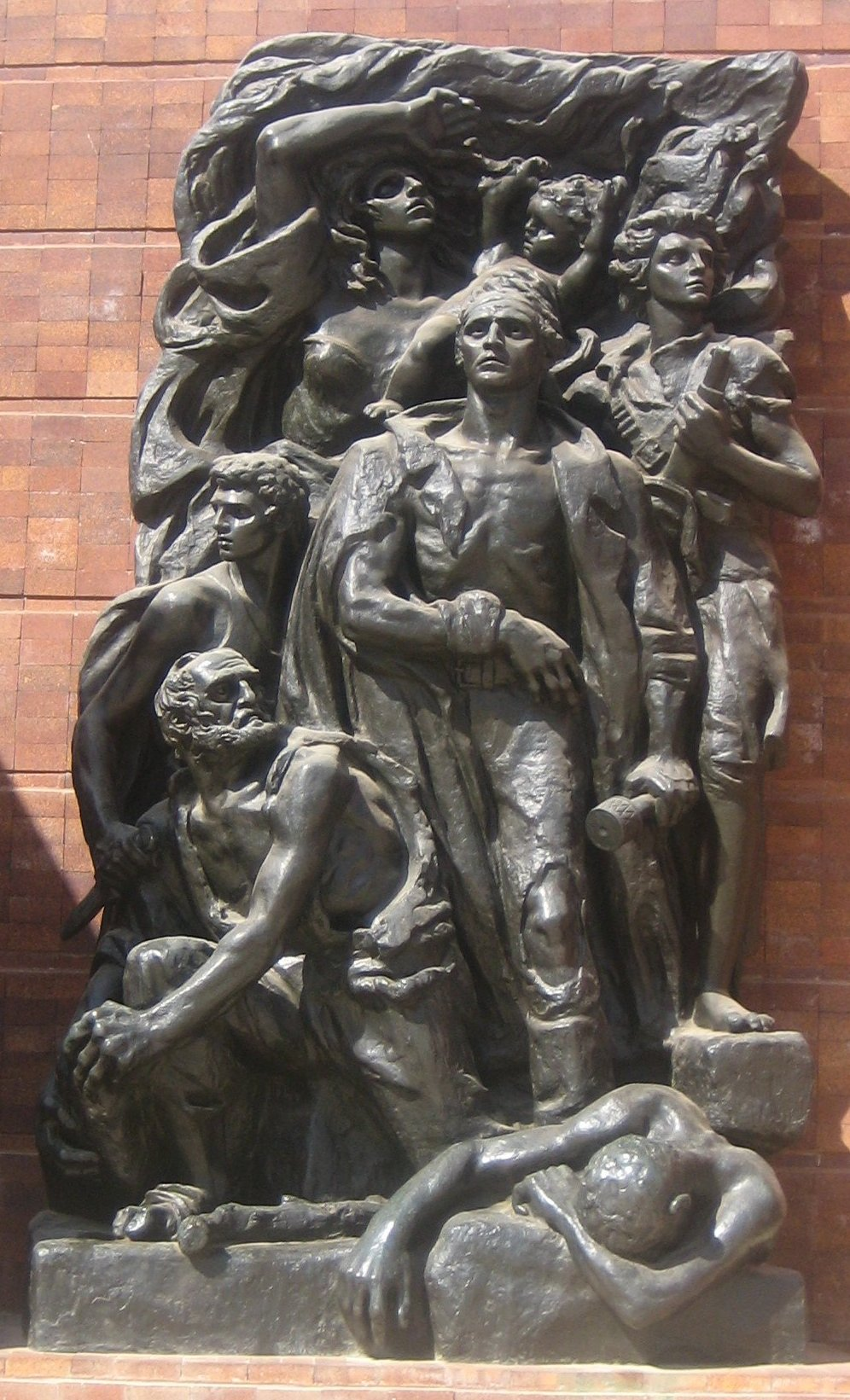
Копия памятника Героям Варшавского гетто, бронза. Яд ва-Шем, Иерусалим
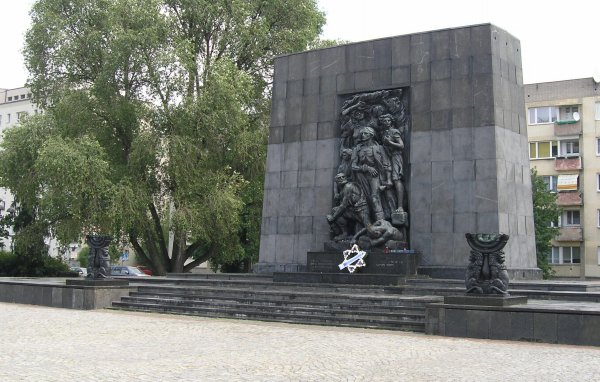
Памятник Героям гетто (Варшава)
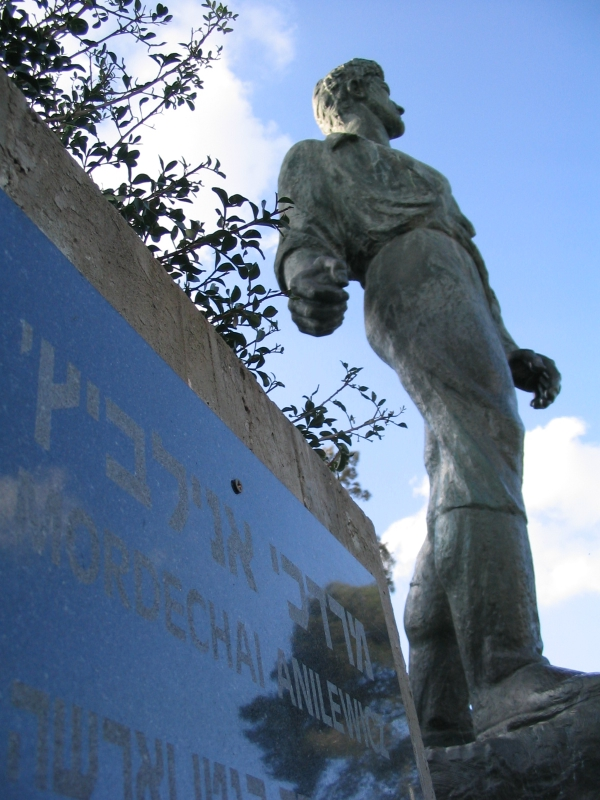
Памятник Мордехаю Анилевичу, Израиль, Кибуц Яд-Мордехай
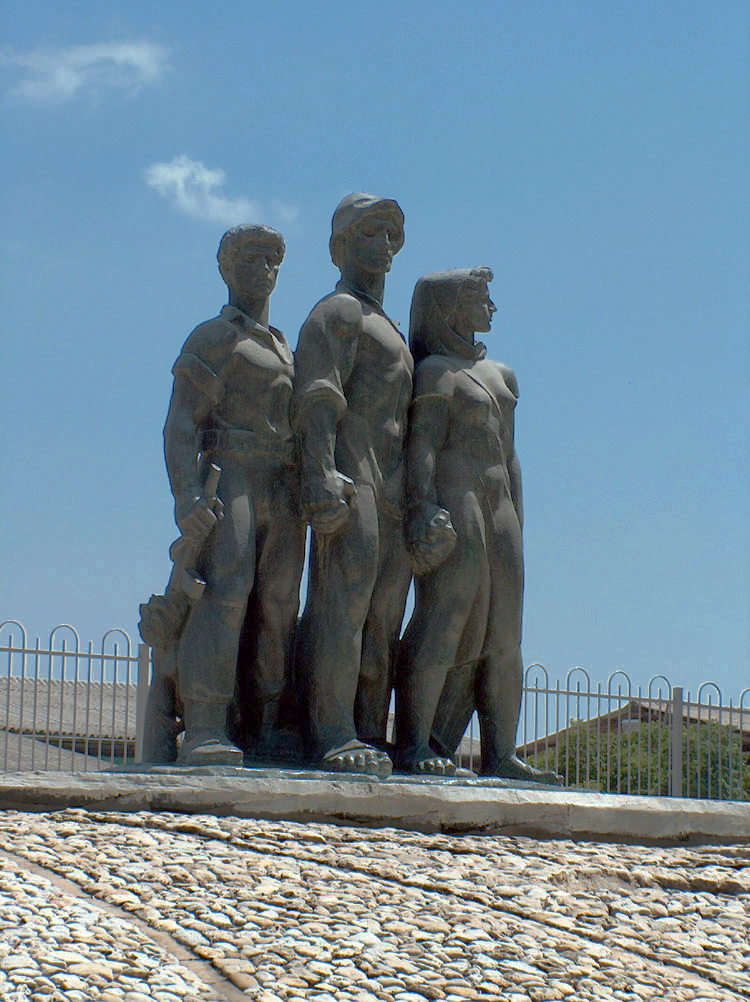
Памятник защитникам, Израиль, Кибуц Негба
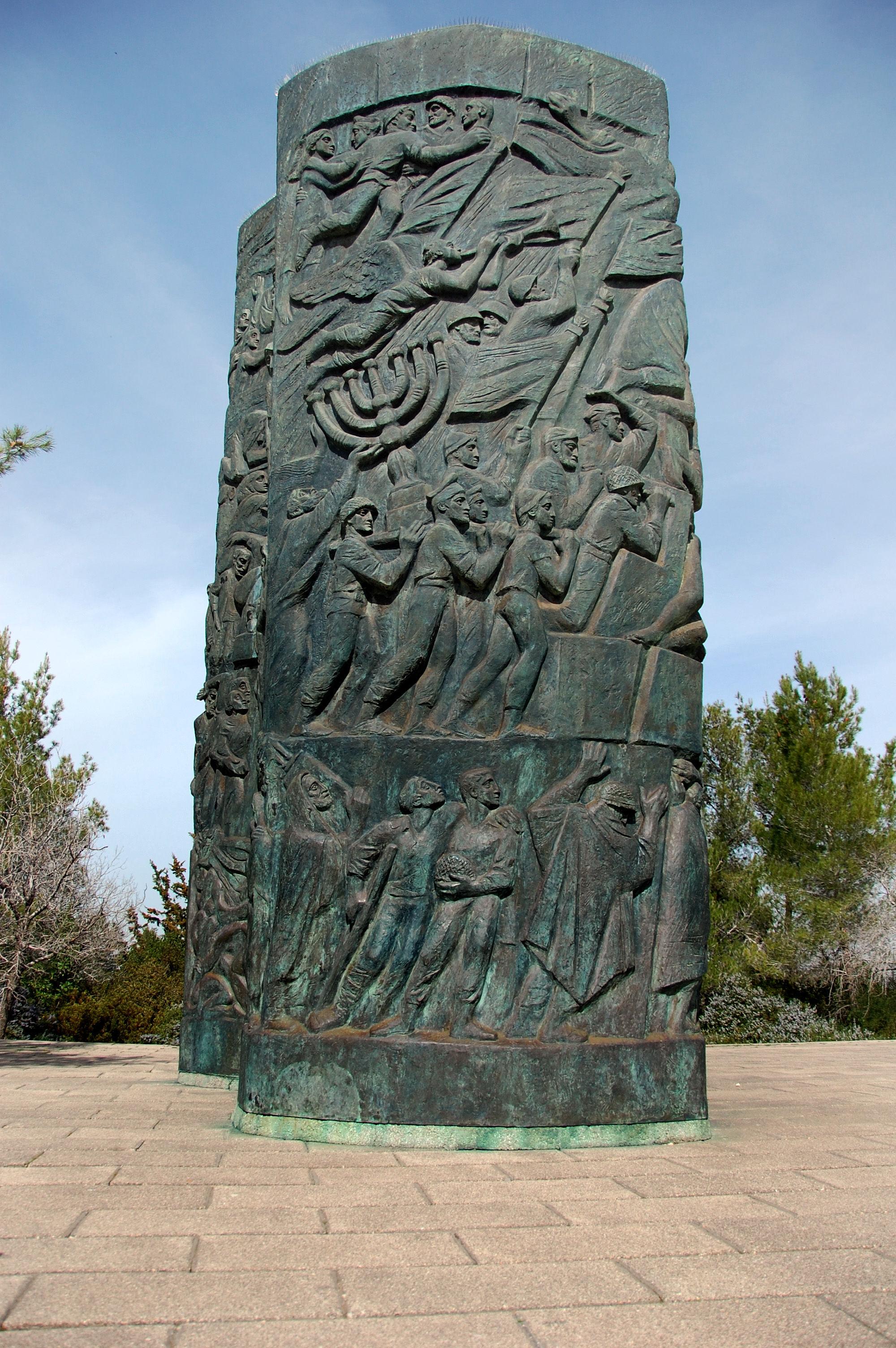
Памятник «Огненный свиток» (Израиль, Мошав Кисалон),
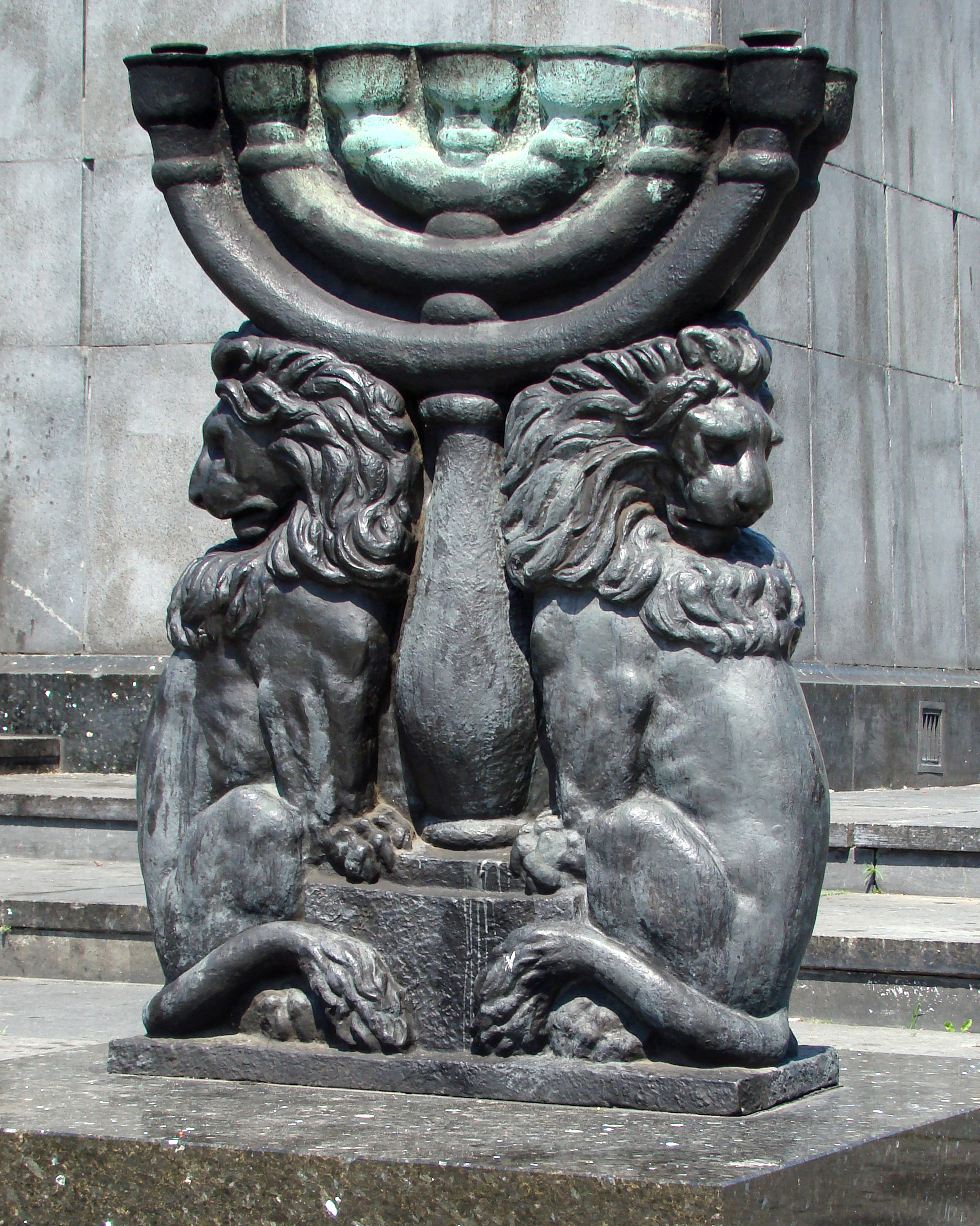
Фрагмент Памятник Героям гетто, Варшава
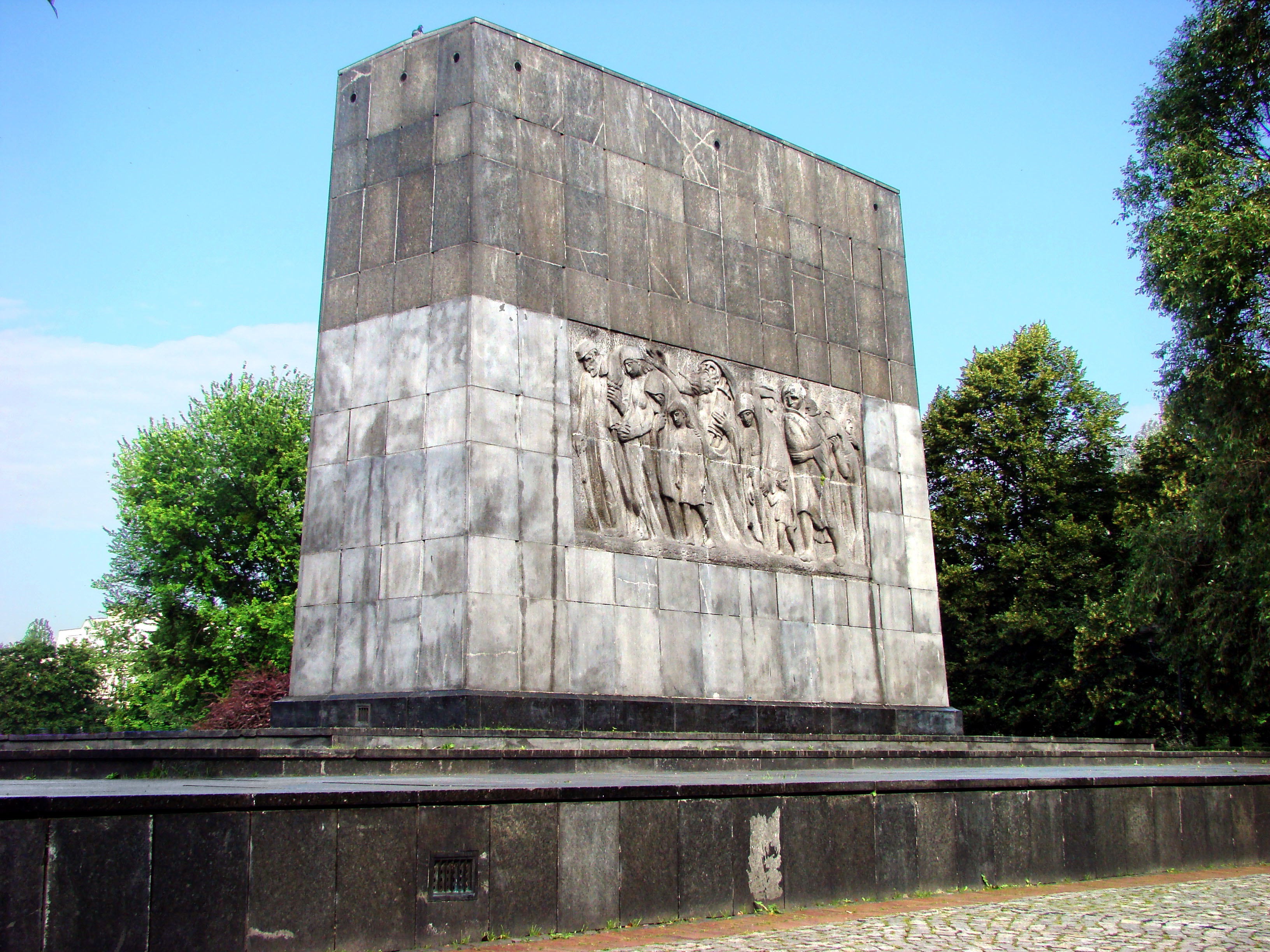
Памятник Героям гетто. Вид с восточной стороны